# Liste des chefs des Kel Ahaggar
Voici la liste des chefs suprêmes (amenokal) de la confédération touarègue des Kel Ahaggar, implantée dans le Sahara algérien.

## Chefs suprêmes (Imenokalan)
- Après 1650-avant 1700 : Ag-Salah
- Entre 1700 et 1730 : Muhammad al-Kheir ag Salah
- Entre 1730 et 1750 : Sidi ag Muhammad al-Kheir
- Après 1750-avant 1790 : Younes ag Sidi
- 1790-1830 : Guemama ag Sidi
- 1830-1877 : El-Hadj Ahmed ag Elhadj Elbekri
- 1877-1900 : Ahitarel ag Mohamed Biska
- 1900-1905 : Attici ag Amellal et Mohamed ag Ourzig
- 1905-1920 : Moussa ag Amastan
- 1920-1941 : Akhamouk ag Ihemma
- 1941-1950 : Meslagh ag Amaias
- 1950-1975 : Bey ag Akhamouk, (frère du précédent)
- 1975-2005 : Hadj Moussa ag Akhamouk
- 2006- : Edaber Ahmed ag Mohammed